# 6e régiment de commandement et de soutien
Le 6e régiment de commandement et de soutien était un régiment de l'Armée de terre française. 
Créé en 1807, sous l'appellation de 6e bataillon du train des équipages militaires, il est dissous en 2010.

## Création et différentes dénominations
- 1807 : création du 6e bataillon du train des équipages militaires, par Napoléon ;
- 1er octobre 1962 : création du 406e bataillon des services à Haguenau ;
- 1970 : 406e bataillon de commandement et de soutien ;
- 1977 : création, à Strasbourg du 6e régiment de commandement et soutien, régiment de soutien de la  6e division blindée ;
- 1984 : transfert du régiment à Nîmes en tant que régiment de soutien de la 6e division légère blindée ;
- 1999 : dissolution ;
- 1er juillet 2005 : re-création, à Douai, du 6e régiment de commandement et de soutien à partir du détachement du 43e régiment d'infanterie.
- 2010 : dans le cadre des restructurations de l'Armée de Terre, ce régiment est dissous pour laisser place au 41e régiment de transmissions.

## Les chefs de corps du6eRCS
- colonel DANNAY
- colonel BONNET
- colonel DAMPIERRE
- colonel MARCEROU
- colonel LECLERC
- colonel CHENEL
- lieutenant-colonel ROSA
- lieutenant-colonel ASSIER de POMPIGNAN
- colonel JANNEQUIN
- colonel EYHARTS, en 2009-2010
- colonel CARPENTIER

## Étendard
Nom des batailles inscrites sur les plis de son étendard:
- Koweït 1990-1991[2]

## Décorations
Sa cravate est décorée de la Croix de guerre des Théâtres d'opérations extérieurs avec palme.

## Insigne
L'insigne est constitué d'un écu principal parti en quatre couleurs, vert, bleu, rouge et gris, le tout sur une roue crénelée et surmonté d'une aigle impériale. En termes héraldiques, cette partie de l'insigne peut se décrire ainsi : "Écu ancien écartelé en sautoir de sinople en chef, de gris plomb à dextre, d’azur à senestre et d’amarante en pointe. Le tout brochant une roue crénelée d’argent sommée d’une aigle du 1er Empire du même. Cet écu principal se retrouve dans les insignes de la plupart des régiments de commandement et de soutien. Les couleurs représentent les armes du Train (vert), des transmissions (bleu), le service de santé (rouge foncé) et le matériel (gris plomb). Sur le quatrième modèle, le fond de l'insigne est entièrement garance (armoiries de Douai, et par ailleurs l'une des deux couleurs des unités sans arme)
La partie centrale de l'insigne, le cœur de l'écu est constitué d'une partie distinctive, emblème de l'unité. L'insigne du 6e RCS a connu quatre états. Le premier insigne a, comme motif central, un gantelet d'armure, emblème de la 6e Division Blindée. Cet insigne a été homologué sous le numéro G 2579 le 30 novembre 1977. Le second insigne, homologué le 18 juin 1984 sous le numéro G 3201, a pour motif central un écu rouge orné d'un gantelet, emblème de la 6e DB, tenant une branche de palme dessinant un 6. Un troisième insigne, homologué au numéro G 4890, a été utilisé par l'unité lors de la guerre du Golfe. le motif central sur écu rouge est remplacé par le symbole de la division Daguet, un palmier et deux sabres entrecroisés en dessous sur fond vert.
Le quatrième insigne est dessiné par le capitaine Ronan Lévesque et l'adjudant-chef Wilfried Pisani sur les indications du colonel Philippe Baulain (chef de corps du 43e Régiment d'infanterie, scindé en deux afin de générer le 6e RCS à effectifs zéro). Le symbole de la division Daguet est plaqué directement sur l'écu rouge.

## Historique
Héritier des traditions du 6e bataillon impérial des équipages militaires, créé en 1807 par Napoléon, le 6e RCS garde en mémoire les hauts faits de son passé glorieux. Recréé sous diverses appellations dont 406e bataillon du train, 406e bataillon des services et 406e bataillon de commandement et de soutien à Haguenau puis 6e régiment de commandement et de soutien à Strasbourg. Il rejoint ensuite Nîmes (où il participe à l'opération "Daguet" en 1990-1991). Le régiment est dissous en 1999.
Le deuxième et nouveau 6e RCS est créé à Douai le 1er juillet 2005 à partir du détachement du 43e régiment d'infanterie de Lille. Il fait partie de la brigade de transmissions et d'appui au commandement dont l'état-major est situé à Lunéville. 
Sa nouvelle vocation n'a rien à voir avec le métier du 6e RCS de la 6e DLB. Si son étendard est de l'arme du train, son nouveau métier est d'essence infanterie (sic). Il assure notamment le soutien du Corps de réaction rapide-France de Lille. 
Le 6e régiment de commandement et de soutien est dissous le 18 juin 2010 au profit du 41e régiment des transmissions, recréé à sa place.

## Missions
De 2005 à 2010, son rôle est d'assurer l'appui au commandement des PC tactiques ou logistiques de tous les états-majors de niveau 1 et 2 de la force d'action terrestre : CFAT (Lille), CFLT (Montlhéry), CRR-Fr (Lille), EM/CE 
(Strasbourg), EMF1 (Besançon), EMF2 (Nantes), EMF3 (Marseille) et EMF4 (Limoges).
L'appui au commandement se définit comme l'ensemble des capacités et moyens qui permettent à un état-major projeté en opérations de se déployer, de vivre, de travailler et d'être protégé dans la durée et quel que soit le contexte et l'intensité de la crise.
Fort de plus de 1000 militaires, civils et réservistes, le régiment était composé de 4 compagnies de déploiement et de protection, d'une compagnie d'administration et de soutien et d'une compagnie de commandement et de logistique. Il disposait également d'une 5e compagnie d'intervention de réserve et d'une 6e compagnie de circulation routière de réserve. Une compagnie de transmissions rejoint le 6e RCS en 2010 ainsi que l'état-major de la BTAC.
Le régiment était doté de Véhicules de Transport Logistique-Remorque VTL/R Renault G290 pouvant transporter des Abris Modulaire de Poste de Commandement dit aussi "SHELTERS" aux diverses fonctions : ÉNERGIE, VDS, SANITAIRE, SIC. Mais aussi des tentes modulaires et des Tentes Gonflables Valorisées.
Durant sa brève existence, il a participé à plusieurs missions de courte durée outre-mer, et à l'opération Anaconda en 2005-2006 lorsque la 3e compagnie s'est déployée en Guyane.

## Sources et bibliographie
- Terre Information Magazine no 184 - Mai 2007